# Parc éolien du Chemin de Saint-Druon
Le parc éolien du Chemin de Saint-Druon est un parc éolien terrestre construit en 2023 et sis sur le finage de la commune de Ruesnes, dans le département du Nord, en France. Il compte cinq éoliennes.

## Description
Le parc éolien du Chemin de Saint-Druon est construit sur le finage de Ruesnes, en direction de Bermerain. Il est composé de cinq éoliennes Vestas V110-2.2MW hautes de 136,5 mètres en bout de pâles et dotées d'un mât de quatre-vingt-deux mètres. Le parc éolien est construit en 2023,. L'investissement est de quinze millions d'euros, et ce parc, de onze mégawatts, est capable d'alimenter en électricité plus de sept-mille foyers. Il est exploité par EDP Renewables.